# Jermaine Anderson
Jermaine Anderson (Toronto, 8 febbraio 1983) è un ex cestista e dirigente sportivo canadese con cittadinanza giamaicana.

## Carriera
Con il Canada ha disputato i Campionati mondiali del 2010 e sei edizioni dei Campionati americani (2005, 2007, 2009, 2011, 2013, 2017).

## Palmarès
- Campionato montenegrino: 1

Budućnost: 2011-12
- Coppa del Montenegro: 1

Budućnost: 2012